# アウグスト・フォン・ランベルク
アウグスト・フォン・ランベルク（August Freiherr von Ramberg、1866年12月19日 - 1947年4月1日）はオーストリアの海軍士官、海洋画家である。

## 略歴
現在のチェコのヴェセリー・ナト・モラヴォウ(Veselí nad Moravou:ドイツ語名、 Wessely an der March）で生まれた。祖父はハノーファー出身のオーストリア陸軍の軍人、ゲオルグ・ハインリヒ・フォン・ランベルク(Georg Heinrich von Ramberg)で、叔父にミュンヘン美術院の教授などを務めた画家のアルトゥール・ランベルクやオーストリア軍の将軍になったヘルマン・フォン・ランベルクがいる。
若い頃から絵を描くことが好きだったが、現在のクロアチアのリエカにあったオーストリア＝ハンガリー帝国海軍の士官学校で学び、帝国海軍の軍人になった。1885年から1886年にはコルベット艦、"Danube"の南米、北米の航海に参加した。1890年に水雷、機雷のコースを卒業し、しばらく水雷艇の指揮官をした後、大型艦の航海士に転じた。オーストリアの皇太子エスターライヒ＝エステ大公が乗船して、1892年から行われた巡洋艦、”Empress Elisabeth”による世界一周航海にも参加した。
1904年に病気のため、休職し独学で海洋画を学んだ。第一次世界大戦が始まり、帝国海軍の公式画家となり、第一次世界大戦のオーストリア＝ハンガリー帝国海軍の戦闘場面などを描いた。敗戦により1918年にオーストリア＝ハンガリー帝国が解体され帝国海軍が消滅した後は、グムンデンに住んだ。
展覧会などに出展することは少なかったが1928年にザルツカンマーグートの芸術家協会(Künstlergilde Salzkammergut)の初代会長を務めた。

## 作品

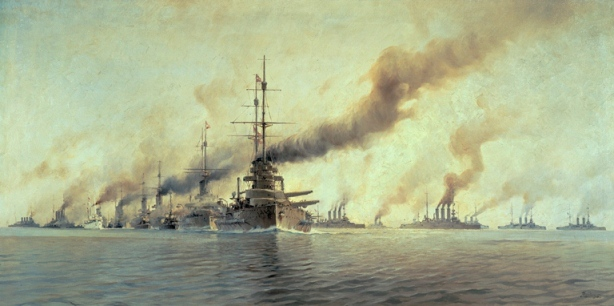
アドリア海を戦艦フィリブス・ウニティスを先頭に進むオーストリア艦隊 (1913)
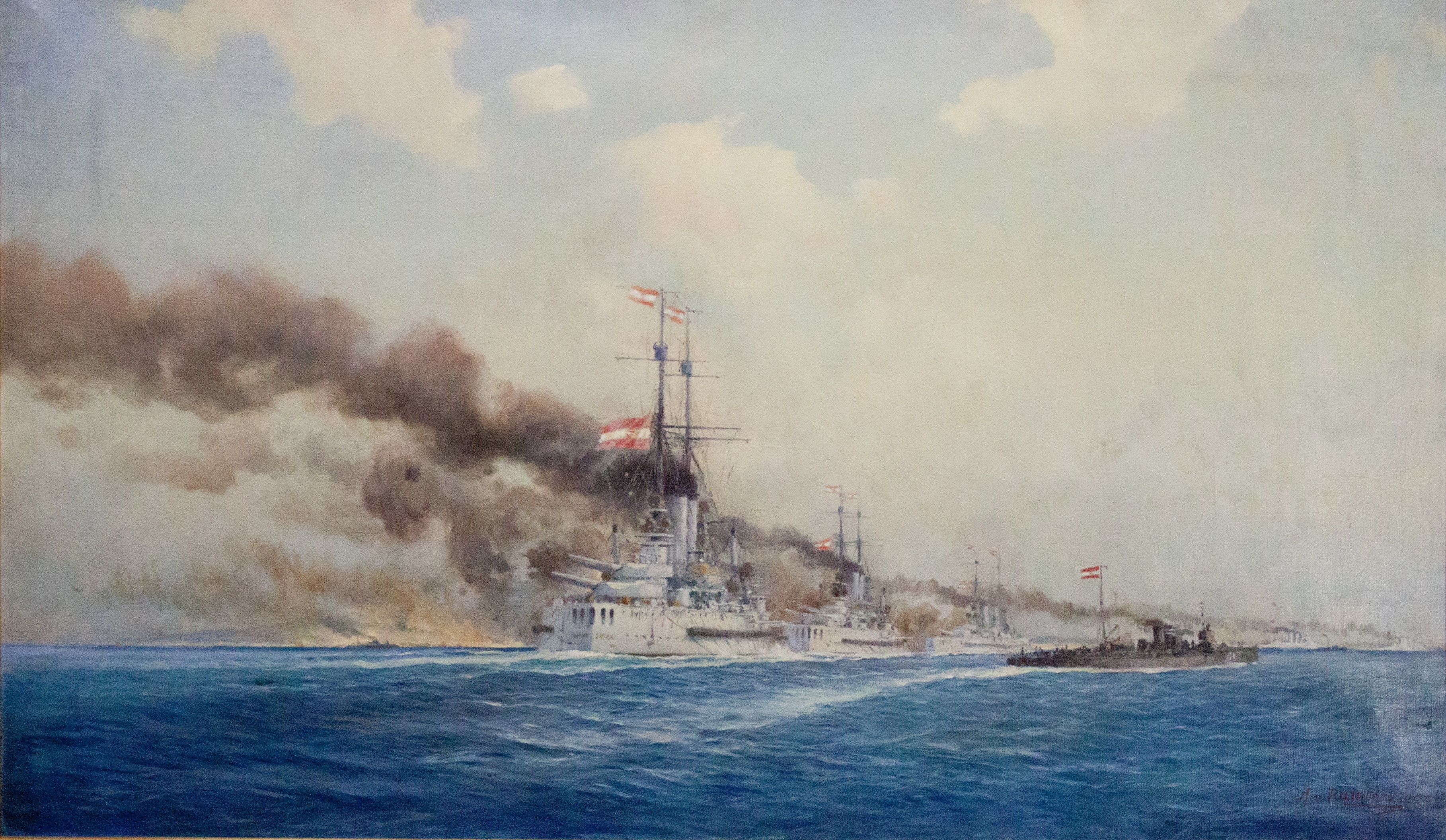
アンコーナ砲撃 (1915)
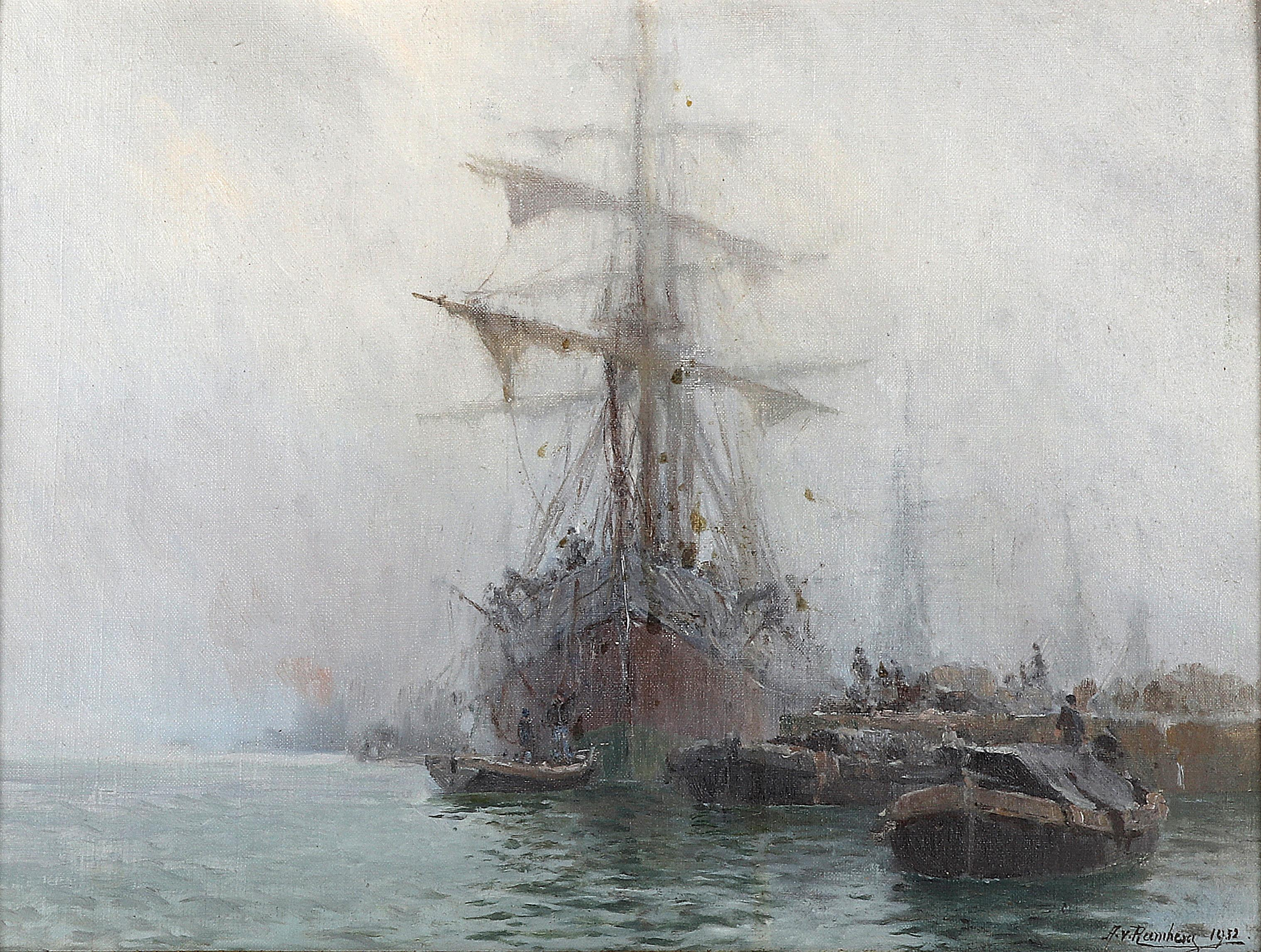
帆船とボート(1932)